# Salleron
Salleron – rzeka we Francji, przepływająca przez tereny departamentów Haute-Vienne, Vienne i Indre o długości 51,7 km. Stanowi dopływ rzeki Anglin.